# 이종건 (조선귀족)
이종건(李鍾健, 1843년 ~ 1930년)은 조선 말기의 무신으로 일제강점기에 조선귀족 작위를 받았다.

## 생애
병조판서를 지낸 이규철의 아들로 무인 가문에서 태어났으며 본관은 전주이다. 무과에 급제한 뒤 우포도대장과 총어사 등 군부의 요직을 지냈다. 여흥 민씨의 수구 정권 아래서는 민씨 세력의 신임을 받고 순조로운 관직 생활을 했으나, 이후 개화파 득세로 몇 차례 굴곡을 거쳤다. 이종건은 같은 무신 출신으로서 개화파와도 가까웠던 한규설과 각별한 사이였다.
심순택의 내각에 군부대신으로 입각했고, 민씨 세력과 친미파, 온건개화파가 연합하여 결성한 대한제국 성립시 박정양의 내각에서는 의정부 찬정을 맡았다. 직제 개편 후 경찰과 감옥 업무를 맡은 경무사를 지내는 등 치안 분야를 담당했다.
1910년 10월 16일 일본 정부로부터 한일 병합 조약 체결에 협조한 공을 인정받아 남작 작위를 받았다. 반면, 그와 절친했던 한규설은 을사조약에 반대하고 조선귀족 작위도 받지 않았다. 이종건은 1919년 3·1 운동을 계기로 조선총독부에 남작 작위 반납을 표명하면서 은사공채를 반환했지만 조선총독부는 그의 남작 작위 반납 요청을 거절했다.
2002년 발표된 친일파 708인 명단에 수록되었다. 2008년 민족문제연구소에서 친일인명사전에 수록하기 위해 정리한 친일인명사전 수록예정자 명단에는 남작위를 습작한 이풍한이 포함되었지만, 이종건 본인은 포함되지 않았다.

## 참고자료
- 이종건(李鍾建) - 한국학중앙연구원